# Сако (Монтана)
Сако (англ. Saco) — місто (англ. town) в США, в окрузі Філліпс штату Монтана. Населення — 159 осіб (2020).

## Географія
Сако розташоване за координатами 48°27′25″ пн. ш. 107°20′27″ зх. д. / 48.45694° пн. ш. 107.34083° зх. д. (48.456865, -107.340908).  За даними Бюро перепису населення США в 2010 році місто мало площу 0,85 км², уся площа — суходіл. В 2017 році площа становила 0,79 км², уся площа — суходіл.

## Демографія
Згідно з переписом 2010 року, у місті мешкало 197 осіб у 102 домогосподарствах у складі 47 родин. Густота населення становила 233 особи/км².  Було 127 помешкань (150/км²).
Расовий склад населення:
| - 94,4 % — білих - 1,0 % — азіатів |

До двох чи більше рас належало 4,6 %. Частка іспаномовних становила 0,5 % від усіх жителів.
За віковим діапазоном населення розподілялося таким чином: 21,3 % — особи молодші 18 років, 57,4 % — особи у віці 18—64 років, 21,3 % — особи у віці 65 років та старші. Медіана віку мешканця становила 48,1 року. На 100 осіб жіночої статі у місті припадало 101,0 чоловіків;  на 100 жінок у віці від 18 років та старших — 93,8 чоловіків також старших 18 років.
Середній дохід на одне домашнє господарство  становив 44 749 доларів США (медіана — 40 938), а середній дохід на одну сім'ю — 44 038 доларів (медіана — 35 909). За межею бідності перебувало 16,2 % осіб, у тому числі 44,4 % дітей у віці до 18 років та 4,1 % осіб у віці 65 років та старших.
Цивільне працевлаштоване населення становило 83 особи. Основні галузі зайнятості: роздрібна торгівля — 24,1 %, освіта, охорона здоров'я та соціальна допомога — 24,1 %, транспорт — 16,9 %, сільське господарство, лісництво, риболовля — 12,0 %.